# Boris Berezovsky (pianiste)
Pour les articles homonymes, voir Boris Berezovsky et Berezovsky.
Boris Vadimovitch Berezovsky (en russe : Борис Вадимович Березовский) est un pianiste russe, né le 4 janvier 1969 à Moscou.

## Biographie
Il étudie au Conservatoire Tchaïkovski de Moscou avec Elisso Virssaladze et prend des cours particuliers avec Alexandre Satz. En 1988, il fait ses débuts au Wigmore Hall à Londres. Le journal The Times le décrit alors comme « un artiste exceptionnellement prometteur, d’une virtuosité éblouissante et doté d’une énergie formidable ». Deux ans plus tard, la promesse se réalise, et il remporte en 1990 la médaille d’or du prestigieux Concours international Tchaïkovski à Moscou.
Boris Berezovsky se produit sur scène en tant que soliste auprès du Philharmonia de Londres avec Leonard Slatkin, de l'Orchestre philharmonique de New York avec Kurt Masur, de l’Orchestre symphonique national du Danemark avec Leif Segerstam, de l’Orchestre symphonique de la Radio de Francfort avec Dmitri Kitaïenko, de l’Orchestre symphonique de la NDR de Hambourg, de l'Orchestre de la Résidence de La Haye, du Nouvel orchestre philharmonique du Japon, des orchestres symphoniques de Birmingham, de Dallas, de la BBC et de l'Orchestre National de Lille avec Jean-Claude Casadesus.
Boris Berezovsky se produit régulièrement en récital ou en musique de chambre dans de nombreux festivals européens et séries internationales de récitals, telles la Série Piano du Philharmonique de Berlin, la Série Internationale de Piano du Concertgebouw. Il se produit régulièrement en récital à Paris à l’Auditorium du Louvre ainsi qu’au Théâtre des Champs-Élysées, à la Haye, à Amsterdam, à Rotterdam et en tournée en Allemagne (Hambourg, Berlin, Francfort, Munich…). Il est un habitué des folles journées de Nantes et du Festival international de piano de La Roque-d'Anthéron où il crée avec Brigitte Engerer la pièce pour deux pianos Porgy Stride de Christian Lauba.
Il se produit avec Vadim Repine, Julian Rachlin, Michael Collins, Ralph Kirshbaum, Boris Pergamenchtchikov, Brigitte Engerer, Dmitri Makhtine, Nikolai Lugansky et Alexander Kniazev.
En août 2004, le Trio Boris Berezovsky (piano), Dmitri Makhtine (violon), Alexandre Kniazev (violoncelle) enregistre un DVD Tchaïkovski avec les Pièces pour piano, violon et violoncelle ainsi que le Trio Élégiaque « À la mémoire d’un grand artiste ». Ce DVD a été présenté sur les chaînes de télévision ARTE et NHK au Japon. Le Trio a reçu pour ce DVD le Diapason d’Or.
En octobre 2004, ce même Trio a enregistré chez Warner Classics International le Trio no 2 de Chostakovitch et le Trio Élégiaque no 2 de Rachmaninov. Ce CD a reçu de nombreuses récompenses (notamment ‘Choc de la Musique’ en France, ‘Gramophone’ au Royaume-Uni, ‘Echo Classic Awards’ en Allemagne). Chez Mirare, Boris Berezovsky enregistre les Préludes de Rachmaninov (parus en mai 2005) ainsi que l’intégrale des concertos de Rachmaninov avec l’Orchestre Philharmonique de l’Oural sous la direction de Dmitri Liss (les concertos no 2 et no 3 sont parus en novembre 2005, les concertos no 1, no 4 ainsi que la Rhapsodie sont sortis en octobre 2006). Un enregistrement Chopin + Godovsky chez Warner Classics International est sorti en janvier 2006. En janvier 2008, Boris Berezovsky sort chez Mirare l'intégrale des Concertos de Chopin avec l'Ensemble Orchestral de Paris sous la direction de John Nelson. En mai 2009, Boris crée le Concerto pour Piano de Karol Beffa avec l'Orchestre national du Capitole de Toulouse sous la direction de Tugan Sokhiev. Ce concerto fut commandé par Boris lui-même lorsqu'il découvre la musique du compositeur Karol Beffa en 2007. À venir également les Suites pour 2 pianos de Rachmaninov avec la pianiste Brigitte Engerer et un disque consacré à Medtner, un de ses compositeurs de prédilection, toujours sur le label Mirare.
Boris Berezovsky est un interprète privilégié de Rachmaninov, Chopin et surtout Leopold Godowsky dont il connaît bien les 53 Études sur les 27 Études de Chopin.
Il est aussi reconnu comme enseignant avec pour élèves des personnalités prometteuses, notamment la pianiste Varvara Myagkova qui se produit en Russie mais aussi, et de plus en plus, à l'international, ou la toute jeune Karina Ter-Gazarian.
Berezovsky a une fille, Evelyne Berezovsky (née en 1991), qui est aussi pianiste. Après avoir un temps vécu à Bruxelles il s'est installé depuis à Moscou. Boris est un excellent pianiste de jazz et en joue régulièrement avec son trio.
En mars 2022, seulement un mois après le début de la guerre en Ukraine engagée par l'armée de Vladimir Poutine, le pianiste crée la polémique sur une chaîne russe, en cautionnant avec une grande violence la guerre en Ukraine.

## Discographie

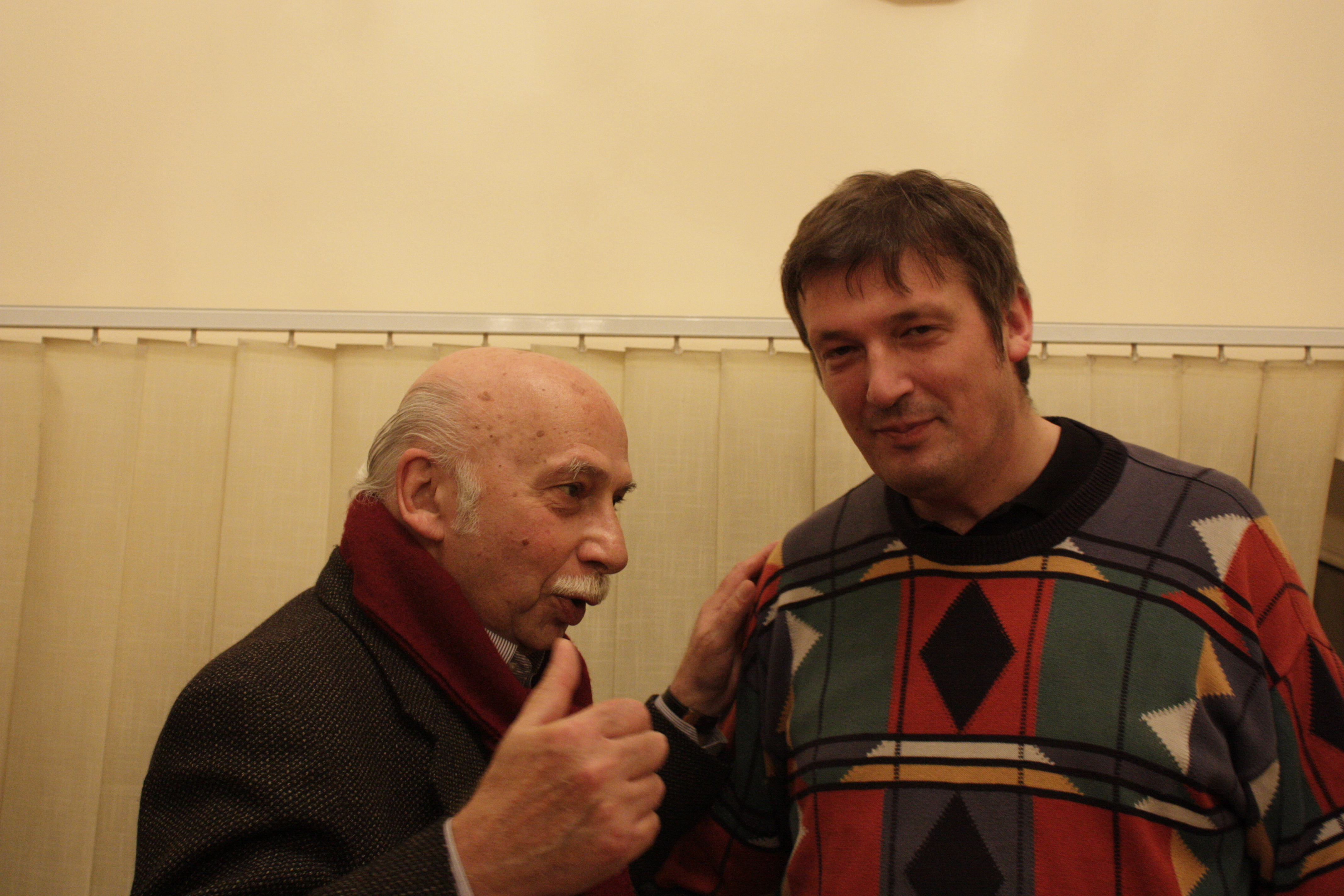
Boris Berezovsky et Guia Kantcheli

### Discographie soliste
- Études de Chopin et Leopold Godowsky
- Préludes de Rachmaninov
- Récital Moussorgsky, Rachmaninov, Balakirev, Medtner, Liadov
- Œuvres de Schumann
- Douze études d'exécution transcendante de Liszt
- Hindemith, Ludus Tonalis et Suite "1922"
- Rachmaninov, Suites pour deux pianos avec la pianiste Brigitte Engerer
- Medtner, Contes et mélodies avec les chanteurs Yana Ivanilova et Vassily Savenko

### Musique de chambre
- Trios pour piano de Tchaïkovski et de Chostakovitch avec Vadim Repine et Dmitri Yablonski
- Un requiem allemand de Brahms en version pour 2 pianos et chœur (version de Londres) avec Brigitte Engerer et le Chœur Accentus dirigé par Laurence Equilbey
- Trio élégiaque de Rachmaninov et Trio pour piano no 2 de Chostakovitch avec Alexander Kniazev et Dimitri Makhtin

### Concertos
- Intégrale des concertos pour piano de Chopin avec l'orchestre de chambre de Paris sous la direction de John Nelson
- Concerto no 1 de Tchaïkovski - Concerto pour piano de Khatchatourian avec l'orchestre philharmonique de l'Oural sous la direction de Dmitri Liss
- Intégrale des Concertos pour piano et Rhapsodie sur un thème de Paganini de Rachmaninov avec l'orchestre philharmonique de l'Oural sous la direction de Dmitri Liss
- Concertos pour piano et Totentanz de Liszt

## Controverses
Le 10 mars 2022, il déclare à la télévision russe à propos du siège de Kiev par l'armée russe : « Je comprends qu’on ait pitié d'eux, qu’on fasse les choses délicatement, mais ne pourrait-on pas arrêter de s’en soucier, les assiéger et leur couper l'électricité ? »,  prenant de facto position en faveur de l'invasion de l'Ukraine par son pays ; il provoque ainsi l'indignation du monde musical.